# تایرن، شهرستان لیوینگستن، میشیگان
تایرن، شهرستان لیوینگستن، میشیگان (به انگلیسی: Tyrone Township, Livingston County, Michigan) یک منطقهٔ مسکونی در ایالات متحده آمریکا است که در Livingston County واقع شده‌است.

## خصوصیات
تایرن ۹۵٫۲ کیلومترمربع مساحت و ۸٬۴۵۹ نفر جمعیت دارد و ۲۸۹ متر بالاتر از سطح دریا واقع شده‌است.